# Runenstein 2 von Østermarie

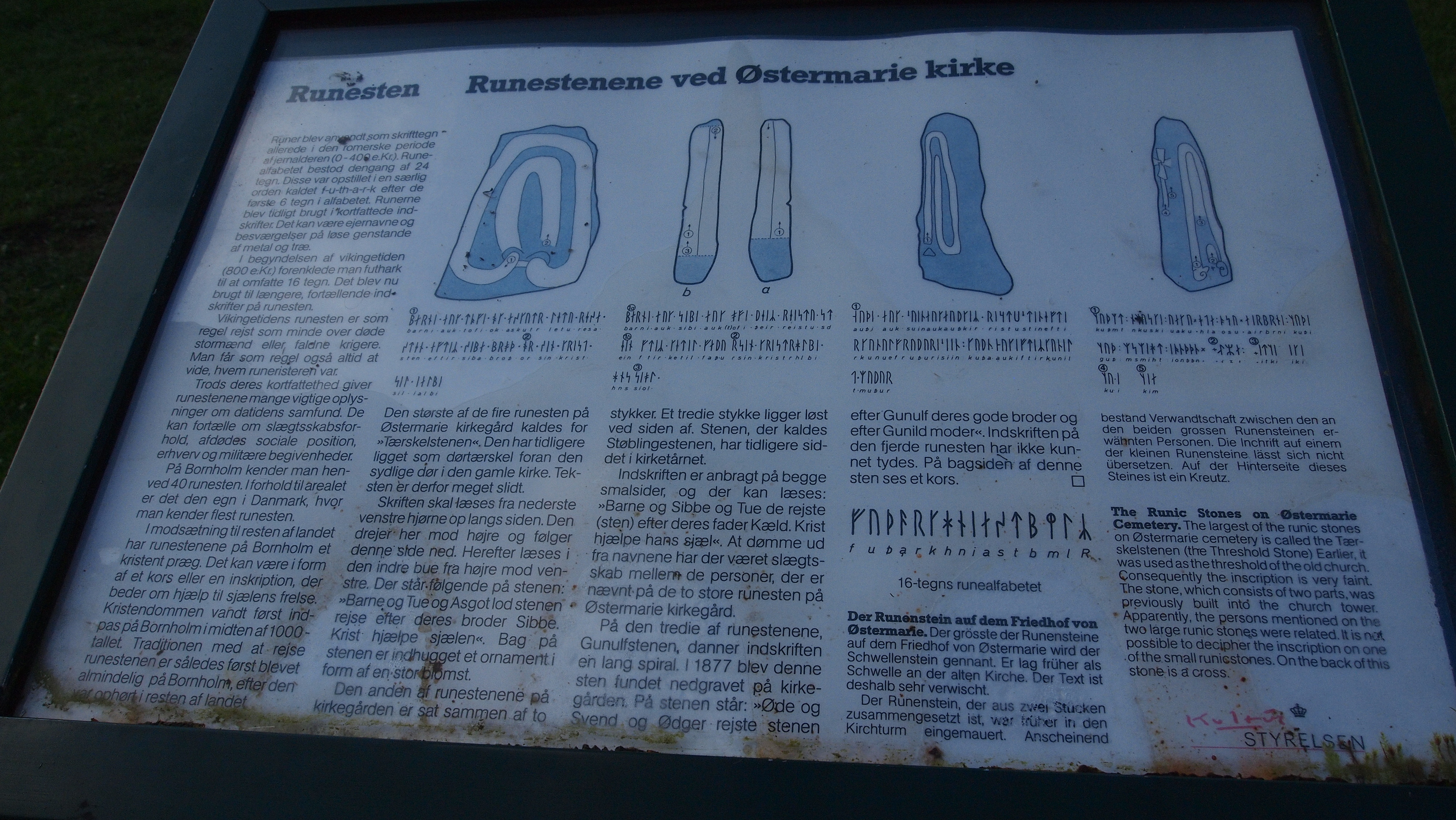
Runensteine von Østermarie

Der Runenstein 2 von Østermarie (dänisch Østermarie-sten 2 – auch DR 391 oder DK Bh 52 genannt) besteht aus drei zusammengesetzten Fragmenten. Der Runenstein steht aufrecht zwischen der neuen Kirche und der Kirchenruine von Østermarie auf der dänischen Ostseeinsel Bornholm. Sein Erhaltungszustand ist gut.
Der Stein wurde 1869 im Bericht des Priesters erwähnt. Die ersten Fragmente wurden 1624 und 1869 gefunden. Das letzte der drei Fragmente wurde 1885 beim Abbruch der alten Kirche gefunden. Der Stein aus Granit ist 1,45 m hoch, 21 bis 22 cm breit und 28 bis 32 cm dick.
Der unverzierte Runenstein gehört zur Gruppe der späten Bornholmer Steine aus der Übergangszeit zwischen der Wikingerzeit (800 bis 1050 n. Chr.) und dem älteren Mittelalter (1075–1125 n. Chr.)
Die Inschrift lautet in Norsk: „Barne og Sibbe og Tue de reiste stenen etter deres far Keltil. Krist hjelpe hans sjel“. Übersetzt: Barne, Sibbe und Tue errichten den Stein nach ihrem Vater Keld. Christus helfe seiner Seele.
Barne und Tue sind auch auf dem Runenstein 3 von Østermarie (DK Bh 53) vertreten, den sie für ihren Bruder Sibbe errichteten. Die Inschriftformel auf Bh 52 ist für Bornholmer Runensteine typisch. Atypisch ist der Ort der Inschrift an den Schmalseiten des Steins. Die Inschrift ist parallel ausgerichtet und in Bustrophedon (ochsenwendig) in zwei Linien auf jeder Schmalseite. Die Schriftzeilen sind durch einen Strich getrennt. Die Inschrift beginnt rechts unten auf der Seite A. Auf Seite B setzt sie sich in der linken Zeile fort, jedoch nicht ganz unten, dort steht das letzte Wort.
In der Nähe liegt das Ganggrab Hallebrøndshøj. Der Runenstein 5 von Østermarie (DR 394 – auch Bh 55) wurde auch zwischen den Kirchen aufgestellt.